# Rainier Mallol
Rainier Mallol Cotes (Santo Domingo, 9 de mayo de 1991), más conocido como Rainier Mallol, es un empresario e ingeniero dominicano. Es conocido por su trabajo en tecnologías de inteligencia artificial (IA). Es el fundador de CXGenies y cofundador de AIME (inteligencia artificial en epidemiología médica). También ha adquirido reconocimiento internacional por sus aportes en la predicción de los brotes de influenza, dengue, zika y chikunguña.

## Primeros años y educación
Mallol nació en la ciudad de Santo Domingo, República Dominicana.
Cuando tenía 14 años de edad, su madre se enfermo de Dengue, esto hizo que Rainier iniciara su camino para formular una herramienta que pudiera detectar las zonas donde se encuentra el mosquito que causa la enfermedad.
Obtuvo una licenciatura en ingeniería telemática de Pontificia Universidad Católica Madre y Maestra (PUCMM). En 2015, Mallol se inscribió en la Universidad de Singularity en la NASA Ames Research Park, donde comenzó a desarrollar su proyecto para predecir brotes de enfermedades utilizando AI.
Mallol realizó estudios de posgrado en desarrollo internacional en la Universidad de Harvard. Se observa como uno de los pocos dominicanos nacidos y criados en la isla para graduarse de la Universidad de Harvard.

## Aportes epidemiológicos
Mallol en conjunto con un epidemiólogo de Malasia cofundó AIME, una plataforma de inteligencia artificial capaz de predecir brotes de enfermedades infecciosas antes de que ocurran. Se demostró que la tecnología del programa predice brotes de dengue con 3 meses de anticipación. Aunque el proceso de creación tardo 2 años, AIME es la primera plataforma, en todo el mundo, que combina las ciencias de la epidemiología y  de la salud pública con tecnologías novedosas basadas en analítica avanzada y inteligencia artificial. AIME tiene un promedio de precisión 86.4%.

### Juegos Olímpicos Río 2016
En el año 2016, la Organización Mundial de la Salud emitió una declaración para los atletas que competirían en los Juegos Olímpicos de 2016 sobre los riesgos del Zika y las medidas preventivas que podían adoptarse para evitar el contagio. En ese momento no había una forma precisa para predecir los brote de la enfermedad, por lo que Rainier realizó pruebas con AIME en Brasil y Filipinas. Más tarde la ciudad de Río de Janeiro accedió a utilizar los servicios de inteligencia artificial de AIME, para monitorear posibles brotes de Zika durante los Juegos Olímpicos de 2016.
Actualmente AIME está siendo utilizada por el gobierno de Malasia y otras compañías privadas alrededor del mundo.

## Carrera

### AIME
En 2014, mientras que un estudiante de la Universidad de Singularity, Mallol cofundó AIME, una compañía se centró en predecir brotes de enfermedades utilizando inteligencia artificial. Desarrolló una plataforma de IA capaz de predecir brotes de enfermedades como el dengue Fiebre, Zika y Chikungunya con hasta 87% de precisión, con tres meses de anticipación.
La plataforma de AIME analiza varias variables de datos, incluidos los patrones meteorológicos, la densidad de población e infraestructura, para pronosticar posibles zonas de brote. El sistema ha sido pilotado e implementado en países como Malasia, Brasil y Filipinas. Durante los Juegos Olímpicos de Verano 2016 en Río de Janeiro, Aime ayudó a rastrear y controlar el virus Zika.

### cxgenies
Mallol fundó CXGenies, una plataforma impulsada por la IA especializada en el análisis de experiencia del cliente. [^22] La plataforma utiliza AI para analizar los comentarios de los clientes en varios canales de interacción, incluidas llamadas, correos electrónicos, reseñas, encuestas, redes sociales y chats, diseñe planes de acción personalizados y evalúe el rendimiento de los operadores de servicios.

## Servicio público
Ministerio de Economía, Planificación y Desarrollo
Mallol se desempeñó como Director de Tecnologías de Información y Comunicación (TIC) en el Ministerio de Economía, Planificación y Desarrollo de la República Dominicana (MEPYD). En este rol, ayudó a mejorar los sistemas de datos gubernamentales y los servicios públicos.
Miembro del Comité Presidencial para la Administración de Covid-19
En 2020, en medio de la pandemia Covid-19, Mallol fue invitado a unirse al Comité Presidencial de la República Dominicana para la Gestión Covid-19. Desarrolló y dirigió la creación de sistemas de datos para informar las políticas dirigidas a mitigar los impactos económicos de los impactos de los impactos de los Pandemia y Mejora de la gestión de crisis.
Ministerio de Industria, Comercio y Mipymes
En 2023, Mallol se unió al Ministerio de Industria, Comercio y Mipymes (MICM) como director de TIC. Ha participado en iniciativas relacionadas con la implementación de sistemas con un impacto nacional como el sistema electrónico de intereses de seguridad móviles, ciberseguridad y proyectos de infraestructura digital en la República Dominicana.

## Reconocimientos
- 2016

En el 2016, Mallol representó a la República Dominicana en Ottawa, Canadá en la cumbre de jóvenes líderes más importante del mundo Un Mundo Joven. Mallol participó como orador en la sección plenaria de medio ambiente.
Ese mismo año fue reconocido como un Joven Líder de las Naciones Unidas por la Oficina del Enviado del Secretario General para la Juventud.
- 2017

En el 2017, Rainier regresó  a Un Mundo Joven en Bogotá como uno de los 17 jóvenes líderes representantes de las Naciones Unidas.
Más tarde, Mallol fue galardonado con el premio de la juventud renglón superación personal por el Ministerio de la Juventud y la Presidencia de la República Dominicana, dicho premio es el mayor otorgado a la juventud dominicana. También fue seleccionado como un innovador menor de 35 años por la revista MIT Technology.
- 2019

En el 2019, la Revista Vanity Fair incluyó a Mallol en su lista de los innovadores del futuro.
- 2020

Fue seleccionado como uno de los 30 menores de 30 años de la Revista Forbes, Estados Unidos en la categoría de asistencia sanitaria.